# Barbu à gorge noire
Psilopogon eximius
Espèce
Statut de conservation UICN

 LC  : Préoccupation mineure
Le Barbu à gorge noire (Psilopogon eximius, anciennement Megalaima eximia) est une espèce d'oiseaux de la famille des Megalaimidae, endémique de l'île de Bornéo (Malaisie et Indonésie).